# Idiolispa albisoleata
Idiolispa albisoleata är en stekelart som först beskrevs av Walsh 1873.  Idiolispa albisoleata ingår i släktet Idiolispa och familjen brokparasitsteklar. Inga underarter finns listade i Catalogue of Life.